# Triebelina indopacifica
Triebelina indopacifica är en kräftdjursart som beskrevs av van den Bold 1946. Triebelina indopacifica ingår i släktet Triebelina och familjen Bairdiidae. Inga underarter finns listade i Catalogue of Life.